# Lionectes humicephalotus
Lionectes humicephalotus är en kräftdjursart som beskrevs av Wilson 1989. Lionectes humicephalotus ingår i släktet Lionectes och familjen Munnopsidae. Inga underarter finns listade i Catalogue of Life.